# Прованс (линкор)
«Прованс» (фр. Provence) — французский Линкор. Последний в серии из трех французских линейных кораблей 1910-х годов. Несмотря на свою классификацию как сверхдредноутов, «Прованс» и его систершипы по своим размерам не превосходили предшествующий тип «Курбэ», страдая от тех же ограничений, наложенных возможностями имевшихся на французских военно-морских базах доков.
Назван в честь французского региона Прованс.

## Строительство
Корабль заложен 1 мая 1912 года, спущен на воду 20 апреля 1913 года. Вошел в состав флота 1 марта 1916 года.

## Служба
«Прованс» провёл большую часть своей службы во французском средиземноморском флоте, где он служил флагманом.
Во время Первой мировой войны линкор базировался в Корфу, блокируя Австро-венгерский флот в Адриатическом море, но боевые действия не вел.
В июне 1919 года на корабле произошёл мятеж, один из череды многих после черноморских восстаний.
После войны корабль совершал круизы и учебные маневры в Средиземном море и Атлантическом океане. Он участвовал в патрулировании побережья во время испанской гражданской войны.
«Прованс» прошёл модернизацию в 1920-е и 1930-е годы.
В первый год Второй мировой войны «Прованс» проводил патрулирование в Атлантике, в поисках немецких подводных лодок.
Линкор находился в Мерс-эль-Кебире, когда Франция потерпела поражение и заключила перемирие с Германией 22 июня 1940 года.
Опасаясь, что немцы захватят французский военно-морской флот, британский Королевский флот напал на Мерс-эль-Кебир. В ходе нападения «Прованс» был поврежден и выбросился на мель, после ремонта он был повторно введен в строй и перешел в Тулон, где стал флагманом учебного подразделения флота.
В конце ноября 1942 года, немцы заняли Тулон и, чтобы предотвратить захват флота, французы уничтожили свои корабли, включая «Прованс».
Частично разобранный на месте, его останки были подняты в июле 1943 года, орудия «Прованса» использовались для береговой обороны.
В конечном счете «Прованс» был затоплен в 1944 году.
Остов корабля был поднят в апреле 1949 года и продан для разделки на металл.